# Nervus intermedius
A nervus intermedius az arcideg (nervus facialis) része. A nervus vestibulocochlearis (VIII. agyideg) és a nucleus nervi facialis között található. Ez tartalmazza az arcideg érző és a paraszimpatikus rostjait. Amikor eléri a canalis nervi facialist ízesül a ganglion geniculi nervi facialisszal és a nucleus nervi facialisszal.

## Külső hivatkozások
- Rövid leírás